# Donín (hrad)
Donín (německy Dohna) je hrad v saském městě Donín v Německu.

## Historie
Hrad nechal roku 960 založit Ota I., jako nástupní pevnost před českou hranicí. Jindřich IV. jej roku 1076 spolu s příslušným správním obvodem věnoval Vratislavu II. jako projev důvěry. Pravděpodobně v té době získává hrad jméno Donín, tedy sídlo Doně nebo Zdoně (české křestní jméno). Od té doby byl Donín českým zbožím v Říši, což nebyla zrovna typická pozice, protože král ani císař Říše v Česku žádné zboží nedrželi.
Nicméně Vratislav Donínskem oblenil Wiprechta z Grojče (při příležitosti svatby s Vratislavovou dcerou Juditou), v roce 1109 jej přejímá Jindřich V. a činí z Donína purkrabství. V držbě se pak v krátkých sledech střídá Říše a český panovník, v roce 1152 pak přechází už jako říšské léno od Fridricha Barbarossy na Jindřicha z Rotova, který se začíná psát jako purkrabí z Donína.
V roce 1212 opět připadá hrad darem Fridricha II. českému králi Přemyslu Otakarovi I., ovšem za podmínky, že hrad vyplatí Míšni, což se i stalo. Roku 1341 je purkrabství donínské proměněno v panství České koruny přináležející králi. Hrad ovšem v roce 1402 připadl k Míšeňsku (následně Sasku) – byl dobyt – a Donínové o svou hodnost přišli, přesto se ale dále psali jako Donínové. Koruna se domáhala ještě s různými úspěchy náhrady, ale v 17. století tyto pokusy ustaly, zůstaly bez odezvy.
Od 13. století do roku 1562 sídlila jedna větev donínského rodu v severních Čechách, kde držela Grabštejn, Lemberk a Valtínov. Jiná větev rodu držela Vildštejn, Okoř a Benátky nad Jizerou, většinu majetků ale rod ztratil v pobělohorských konfiskacích.
Historické události spjaté s Donínem:
- v době, kdy se knížecího stolce domáhali moravští brněnští údělníci Ota Černý a Svatopluk, se Ota Černý u Donína setkává s Bořivojem.
- Soběslav I. dal na Donín uvěznit svého synovce Břetislava.